# Zenon Kosidowski
Zenon Kosidowski (n. 22 iunie 1898, în Inowroclaw , m. 14 septembrie 1978 în Varșovia ) a fost un scriitor, eseist, poet și fotograf expresionist polonez. 
A studiat la Universitatea Poznan și la Universitatea Jagielloniană din Cracovia și ulterior a fost co-editorul publicației exresioniste Zdroj. Între 1928 și 1939 a fost editorul și directorul de emisie a Radio Polonia din Poznan, iar între 1939 și 1951 a locuit în Statele Unite ale Americii, unde a predat istoria culturii poloneze la Universitatea din Los Angeles.

## Opera
Două din lucrările sale au fost traduse și în limba română, ambele punând la îndoială istoricitatea evenimentelor biblice și a existenței lui Iisus Hristos. Acestea sunt:
- Opowieści biblijne (1963) - tradus: Povestiri Biblice (1970)
- Opowieści ewangelistów (1970) - tradus: Povestirile Evangheliștilor (1983)

A mai scris colecții populare de eseuri, legate de istoria culturii și civilizației antice, însă netraduse, precum:
- Gdy słońce było bogiem (Când soarele era rege, 1956)
- Królestwo złotych łez (Regatul lacrimilor de aur, 1960)
- Rumaki Lizypa (Armăsari Lizypa, 1965)